# Russell Harlan
Pour les articles homonymes, voir Harlan.
Russell Harlan (parfois crédité Russell B. Harlan), A.S.C., né le 16 septembre 1903 à Los Angeles (Californie), mort le 28 février 1974 à Newport Beach (Californie), est un directeur de la photographie américain.

## Biographie
Au cinéma, Russell Harlan débute en 1931 comme premier assistant opérateur (trois films, y compris Les Croisades de Cecil B. DeMille, en 1935), puis devient chef opérateur en 1937. À ce poste, jusqu'en 1970, il contribue à une centaine de films américains, dont de nombreux westerns, réalisés notamment par André de Toth (ex. : Femme de feu en 1947, avec Joel McCrea et Veronica Lake) et Howard Hawks (ex. : Rio Bravo en 1959, avec John Wayne, Angie Dickinson et Dean Martin). Il travaille aux côtés d'Howard Hawks sur plusieurs autres films, dont le western La Rivière rouge en 1948 (première collaboration), avec John Wayne, Montgomery Clift et Joanne Dru, et le péplum La Terre des pharaons en 1955, avec Jack Hawkins et Joan Collins.
Parmi les autres réalisateurs qu'il côtoie, mentionnons Richard Brooks (ex. : Graine de violence en 1955, avec Glenn Ford, Anne Francis et Sidney Poitier), Blake Edwards (ex. : Darling Lili en 1970, avec Julie Andrews et Rock Hudson, son dernier film comme directeur de la photographie), Robert Mulligan (ex. : Du silence et des ombres en 1962, avec Gregory Peck et Brock Peters), ou encore Robert Wise (ex. : L'Odyssée du sous-marin Nerka en 1958, avec Clark Gable et Burt Lancaster).
À la télévision, Russell Harlan participe à trois séries, entre 1952 et 1963.
Durant sa carrière, il obtient six nominations (voir ci-dessous) à l'Oscar de la meilleure photographie, mais n'en gagne pas.

## Filmographie partielle
Au cinéma (comme directeur de la photographie, sauf mention contraire)
- 1931 : The Vice Squad de John Cromwell (premier assistant opérateur)
- 1935 : Les Croisades (The Crusades) de Cecil B. DeMille (premier assistant opérateur)
- 1937 : Hopalong Rides Again (en) de Lesley Selander
- 1938 : Au cœur de l'Arizona (en) (Heart of Arizona) de Lesley Selander
- 1938 : The Mysterious Rider de Lesley Selander
- 1939 : Bataille rangée (en) (Range War) de Lesley Selander
- 1940 : Trois Hommes du Texas (en) (Three Men from Texas) de Lesley Selander
- 1941 : Dans le vieux Colorado (en) (In Old Colorado) d'Howard Bretherton
- 1942 : Far West (American Empire) de William C. McGann
- 1942 : La Reine de l'argent (Silver Queen) de Lloyd Bacon
- 1943 : La Vallée infernale (Buckskin Frontier) de Lesley Selander
- 1943 : Le Cavalier du Kansas (The Kansan) de George Archainbaud
- 1943 : La Justice du lasso (Hoppy Serves a Writ) de George Archainbaud
- 1943 : Le Mystère de Tarzan (Tarzan's Desert Mystery) de Wilhelm Thiele
- 1943 : Zone mortelle (Riders of the Deadline) de Lesley Selander
- 1944 : Les Pillards de l'Arizona (Forty Thieves) de Lesley Selander
- 1945 : Le Commando de la mort (A Walk in the Sun) de Lewis Milestone
- 1947 : Femme de feu (Ramrod) d'André de Toth
- 1948 : La Rivière rouge (Red River) d'Howard Hawks
- 1949 : J'ai épousé un hors-la-loi (Bad Men of Tombstone) de Kurt Neumann
- 1950 : Captif de l'amour (The Man Who Cheated Himself) de Felix E. Feist
- 1950 : Tarzan et la Belle Esclave (Tarzan and the Slave Girl) de Lee Sholem
- 1950 : Le Démon des armes (Deadly is the Female ou Gun Crazy) de Joseph H. Lewis
- 1951 : La Chose d'un autre monde (The Thing from Another World) de Christian Nyby et Howard Hawks
- 1952 : La Furie du désir (Ruby Gentry) de King Vidor
- 1952 : La Captive aux yeux clairs (The Big Sky) d'Howard Hawks
- 1954 : Les Révoltés de la cellule 11 (Riot in Cell Block 11) de Don Siegel
- 1955 : Graine de violence (Blackboard Jungle) de Richard Brooks
- 1955 : La Terre des pharaons (Land of the Pharaohs) d'Howard Hawks
- 1956 : La Dernière Chasse (The Last Hunt) de Richard Brooks
- 1956 : La Vie passionnée de Vincent van Gogh (Lust for Life) de Vincente Minnelli
- 1956 : La Petite Maison de thé (The Teahouse of the August Moon) de Daniel Mann
- 1957 : Cette nuit ou jamais (This could be the Night) de Robert Wise
- 1957 : Témoin à charge (Witness for the Prosecution) de Billy Wilder
- 1957 : Le Carnaval des dieux (Something of Value) de Richard Brooks
- 1958 : L'Odyssée du sous-marin Nerka (Run Silent, Run Deep) de Robert Wise
- 1958 : Bagarres au King Créole (King Creole) de Michael Curtiz

- 1959 : Rio Bravo d'Howard Hawks

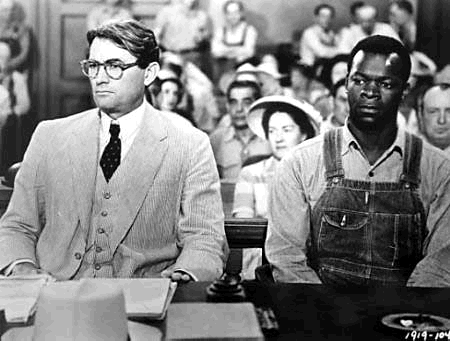
Du silence et des ombres (1962)
- Gregory Peck et Brock Peters -

- 1959 : Opération Jupons (Operation Petticoat) de Blake Edwards
- 1959 : La Chevauchée des bannis (Day of the Outlaw) d'André de Toth
- 1960 : Sunrise at Campobello de Vincent J. Donehue
- 1960 : Pollyanna de David Swift
- 1962 : Du silence et des ombres (To kill a Mockingbird) de Robert Mulligan
- 1962 : Hatari ! d'Howard Hawks
- 1962 : L'Homme de Bornéo (The Spiral Road) de Robert Mulligan
- 1963 : Le Téléphone rouge (A Gathering of Eagles) de Delbert Mann
- 1964 : Le Sport favori de l'homme (Man's Favorite Sport ?) d'Howard Hawks
- 1965 : La Grande Course autour du monde (The Great Race) de Blake Edwards
- 1966 : Hawaï (Hawaii) de George Roy Hill
- 1966 : Tobrouk, commando pour l'enfer (Tobruk) d'Arthur Hiller
- 1970 : Darling Lili de Blake Edwards

## Nominations
- Oscar de la meilleure photographie (nominations uniquement) :
  - En 1953, catégorie noir et blanc, pour La Captive aux yeux clairs ;
  - En 1956, catégorie noir et blanc, pour Graine de violence ;
  - En 1963, catégorie noir et blanc, pour Du silence et des ombres, et catégorie couleur, pour Hatari ! ;
  - En 1966, catégorie couleur, pour La Grande Course autour du monde ;
  - Et en 1967, catégorie couleur, pour Hawaï.